# 黄有凤
黄有凤（1914年—1989年），中国人民解放军将领、中国人民解放军开国少将。
曾任中国人民解放军总参谋部机要局局长。1955年，授予中国人民解放军少将。